# Seznam bayeuxských biskupů
Seznam biskupů v Bayeux zahrnuje všechny představitele diecéze v Bayeux založené ve 4. století. V roce 1855 byla biskupství v Bayeux a Lisieux sloučena v jedno.
- 4. století: sv. Exupère z Bayeux (Exuperius, Spirius)
- Regnobert (Regnobertus)
- před 440: Rufinien (Rufinianus)
- asi 440–470: sv. Loup z Bayeux (Lupus)
- Patrice (Patricius)
- asi 470–480: sv. Manvieu (Manveus)
- asi 480–510: sv. Contest (Contestus)
- 511–538: sv. Vigor z Bayeux (Vigorus)
- 538–549: Leucade (Leucadius)
- asi 557–565: Lascivius (Lascivus, Lauscius)
- 581–614: Leudovalde (Leudovaldus)
- 627-?: sv. Regnobert z Bayeux (Regnobertus)
- Betton
- asi 689–691: sv. Gerbaud (Gereboldus)
- asi 691–720: sv. Frambold (Framboldus)
- Geretrand (Geretranus)
- asi 720–734: sv. Hugo z Rouenu
- Robert (Ratbertus)
- kolem 765-?: Léodeningue (Leodeningus)
- Thiorus
- 829–833: Careville (Carveniltus)
- Sulpice (Sulpitius)
- 835–840: Erimbert (Ermbart)
- 843–858: sv. Baltfride (Baltfridus)
- 859: Tortold (Tortoldus)
- 859–876: Erchambert
- Erlebaud
- 928–933: Jindřich I.
- kolem 955-?: Richard I.
- 967–1006: Rudolf z Avranches
- 1015–1049: Hugo II. z Bayeux
- 1050–1097: Odo z Bayeux, pravděpodobně objednavatel tapisérie z Bayeux
- 1097–1106: Turold z Brémoy (Turoldus)
- 1107–1133: Richard z Douvres
- 1135–1142: Richard z Gloucesteru
- 1142–1163: Filip z Harcourtu
- 1165–1205: Jindřich II. z Pardieu
- 1206–1231: Robert II. z Ablèges
- 1232–1239: Tomáš I. z Fréauville
- 1240–1269: Vít
- 1263–1274: Odo II. z Lorris
- 1274–1276: Jiří z Neapole
- 1276–1306: Petr I. z Benais
- 1306–1312: Vilém I. Bonnet
- 1313–1324: Vilém II. z Trie
- 1324–1330: Petr II. z Lévis
- 1331–1337: Vilém III. z Beaujeu
- 1338–1347: Vilém IV. Bertrand
- 1347–1350: Petr III. z Venois
- 1351–1360: Petr IV. z Villaines
- 1360–1373: Ludvík I. Thézart
- 1373–1375: Miles z Dormans
- 1375–1408: Mikuláš I. z Boscq
- 1408–1412: Jan z Boissey
- 1412: Jan II. z Bouquetot
- 1412–1419: Jan III. Langret
- 1421–1431: Mikuláš II. Habart
- 1432–1459: Zanon z Castiglione
- 1460–1479: Ludvík II. z Harcourtu
- 1480–1498: Karel I. z Neufchâtelu
- 1498–1510: René I. z Prie, kardinál
- 1516–1531: Ludvík III. z Canossy
- 1531 Petr V. z Martigni
- 1531–1548: Agustin Trivulce, kardinál
- 1548–1571: Karel II. z Humières
- René z Beaune, jmenován, ale papež Řehoř XIII. jej odmítl a povolal do Bourges
- 1572–1582: Bernardin ze Saint-François
- 1582–1586: Mathurin ze Savonnières
- 1586–1590: Karel Bourbonský, kardinál, jmenován, ale úřad nezastával
- 1590–1600: René II. z Daillon du Lude
- 1600–1604: Arnaud z Ossatu, kardinál
- 1606–1647: Jakub z Angennes
- 1647–1652: Édouard Molé
- 1652–1654: François I. Molé
- 1654–1659: François II. Servien
- 1662–1715: François III. de Nesmond
- 1716–1718: Joseph I. Emmanuel de la Trimoille, kardinál
- 1719–1728: François IV. Armand de Lorraine-Armagnac
- 1729–1753: Paul d'Albert de Luynes, kardinál
- 1755–1776: Pierre-Jules-César de Rochechouart
- 1776–1791: Joseph de Cheylus
  - 1791–1793: Claude Fauchet (ústavní biskup)
  - 1799–1799: Julien-Jean-Baptiste Duchemin (ústavní biskup)
  - 1799–1801: Louis-Charles Bisson (ústavní biskup)
- 1802–1817/1823: Charles III. Brault
- Jérôme-César de Couasnon, byl jmenován 8. srpna 1817, ale kvůli nemoci úřad odmítl
- Jean de Pradelle, jmenován 1. října 1817, ale zemřel 2. dubna 1818 před svým vysvěcením
- 1823–1827: Charles François Duperrier-Dumoutier
- 1827–1836: Jean-Charles-Richard Dancel
- 1836–1855: Louis-François Robin

12. června 1855 vznikla diecéze Bayeux a Lisieux.
- 1855: Louis-François Robin
- 1856–1866: Charles-Nicolas-Pierre Didiot
- 1867–1898: Flavien-Abel-Antoine Hugonin
- 1898–1906: Léon-Adolphe Amette, kardinál
- 1906–1927: Thomas-Paul-Henri Lemonnier
- 1928–1931: Emmanuel Suhard, kardinál
- 1931–1954: François-Marie Picaud
- 1954–1969: André Jacquemin
- 1969–1988: Jean Badré
- 1987–2005: Guy Gaucher (pomocný biskup)
- 1988–2010: Pierre Pican
- od 2010: Jean-Claude Boulanger